# The Sims Online
The Sims Online ('Els sims en línia' en català) és un joc multijugador massiu online variació del famós videojoc de Maxis The Sims i que fou llançat el 17 de desembre del 2002 per a Microsoft Windows, però al 2008 EA va decidir deixar-lo.
El gener del 2017, un grup de fans van anunciar FreeSO, un joc que és la recuperació de l'antic The Sims Online que EA va deixar, fent-lo així gratuït per a tothom. Es pot baixar des de la pàgina oficial i és 100% jugable, tot i que encara està en fase beta. FreeSO està disponible en els següents idiomes: anglès, castellà, portuguès i italià i suporta Microsoft Windows, tot i que també es pot jugar en Linux i en Mac OS X si es fan servir emuladors.